# La vendetta (film 1971)
La vendetta è un film televisivo del 1971 diretto da Jud Taylor e tratto dal romanzo There was an old woman  di Elizabeth Davis.

## Trama
Amanda Hilton, cinquantenne mentalmente disturbata, si vendica dell'uomo che crede abbia sedotto sua figlia imprigionandolo in una gabbia nel suo scantinato.

## Curiosità
Il film fu trasmesso per la prima volta in Italia in TV su Rai 2 il 16 novembre 1978 nella rassegna horror settimanale Sette storie per non dormire, della quale facevano parte anche altri sei titoli: Natale con i tuoi (1972), La casa che non voleva morire (1970), Che succede al povero Allan? (1970), Hello Lola (1976), In piena luce (1971) e il celebre Trilogia del terrore (1975). Successivamente fu trasmesso da Canale 5 in seconda serata il 24 agosto 1988 e poi su Telemontecarlo.